# Васильев, Степан Васильевич (баскетболист)
Степан Васильевич Васильев (11 декабря 1886, Санкт-Петербург — 5 июня 1972) — российский и советский спортивный функционер (баскетбол). Заслуженный мастер спорта СССР (1946).

## Биография
Начинал с коньков, велосипеда, гимнастики, гребли, футбола. С 1904 года состоял в спортивном обществе «Маяк» (Санкт-Петербург).
В декабре 1906 года организовал проведение первых баскетбольных матчей в России. Играли спортсмены общества «Маяк», поделенные на команды по цветам маек: «Красные», «Зеленые», «Белые» и «Лиловые». Историческую победу одержали «Лиловые», капитаном которых был Васильев.
В 1909 году по инициативе Степана Васильева в Санкт-Петербурге был проведен первый международный матч в мире. Игра знаменитой команды «Лиловых» с американцами из Союза христианской молодежи закончился победой россиян — 28:19.
В 1914 году стал одним из организаторов первого в России рабочего спортклуба при Путиловском заводе — «Путиловец».
В 1915—1930 гг. — преподаватель физкультуры Путиловского коммерческого училища. Одновременно с этим выступал за баскетбольную команду училища и сборную Петрограда. Чемпион Петрограда (1921).
В 1931—1957 гг. возглавлял кафедру физвоспитания Ленинградского текстильного института. С начала войны — руководитель военной и физической подготовки отрядов народного ополчения, методист лечебной физкультуры.
В 1946 году удостоен почётного звания заслуженный мастер спорта СССР. В 1948 году окончил ГДОИФК им П. Ф. Лесгафта.
Много сил и энергии вложил в деятельность Всеобуча. Также был в числе основателей ленинградской организации «Спартак».
В 1965 году — почетный гость Чемпионата Европы по баскетболу, проходившего в Москве. В этом же году снялся в фильме о советском баскетболе.